# Tertius Chandler
Tertius Chandler (Berkeley, 1915 — 2000) foi um historiador e escritor norte-americano que viveu em Berkeley. Foi professor e conferencista de história, economia e religião, sobretudo sobre Moisés. A obra de Chandler com mais sucesso em termos de reconhecimento dos seus partes académicos é Four Thousand Years of Urban Growth, cuja primeira edição data de 1974 (em 1987 foi publicada uma edição revista). Nesse livro constam estimativas de população de cidades desde a Antiguidade; a obra tem sido amplamente citada.
Apesar da notoriedade desse livro, alguns autores consideram que a obra-prima de Chandler é a Chandler's Half Encyclopedia, publicada em 1983. Outro livro digno de nota é The Tax We Need, publicado em 1980.
Além do seu trabalho mainstream sobre populações urbanas, Chandler defendeu e desenvolveu várias ideias alternativas sobre história, as quais são apresentadas e discutidas no seu livro Godly Kings and Early Ethics, no qual ele apresenta as suas ideias sobre Moisés e a sua crença que Zeus e outras figuras da mitologia grega foram pessoas reais. Chandler desenvolveu essas teses em alguns dos seus outros livros. Algumas das teses de Chandler incluíam:
- Zeus era um rei no tempo de Moisés
- Os Tubal da Península Ibérica podem ter construído Stonehenge
- Moisés era o vizir Ramose do faraó Aquenáton.
- A escrita chinesa foi derivada da de Moisés
- Os conceitos de reencarnação hinduístas vieram do Antigo Egito
- Noé era a mesma pessoa que o herói grego Eneias

## Obra publicada
- Three Thousand Years of Urban Growth (1974; coautores: Gerald Fox, Lewis Mumford), Elsevier Science & Technology ISBN 0127851097
- Four Thousand Years of Urban Growth: An Historical Census (1987), Edwin Mellen Pr ISBN 0889462070
- Chandler's Half Encyclopedia (1983), Gutenberg Press
- The Tax We Need (1980), Gutenberg Press ISBN 0960387234
- Remote Kingdoms
- Godly Kings and Early Ethics (1981), Exposition Press ISBN 0682484520
- Moses and the Golden Age (1986), Dorrance Publishing
- Progress: Social Progress from Mercury to Kennedy, Exposition Press ISBN 0682483613